# Desierto de las Palmas
Desierto de las Palmas är kullar i Spanien.   De ligger i provinsen Província de Castelló och regionen Valencia, i den östra delen av landet, 300 km öster om huvudstaden Madrid.